# Eelse Kingma
Eelse Alles (Eelse) Kingma (Reitsum, 12 november 1859 - Den Haag, 8 juli 1935) was een Nederlandse burgemeester.

## Leven en werk
Kingma was een zoon van de predikant Alle Eelzes Kingma en Dieuke van Straten. Na zijn gymnasiumopleiding studeerde hij te Groningen. In juni 1888 werd hij benoemd tot burgemeester van Vlagtwedde. Ruim een jaar later, op 1 augustus 1889, werd hij burgemeester van Wildervank. Per 1 januari 1894 werd hij burgemeester van Stad Almelo. Kingma was van 1898 tot 1904 lid van Provinciale Staten van Overijssel. Hij was voorzitter van het waterschap de Regge en voorzitter van de Nederlandse Vereniging voor Volkszang. Kingma trouwde op 18 juli 1888 te Groningen met de in Emmen geboren Margaretha Christina Geertruida Soutendijk, dochter van de landmeter bij het kadaster Jan Pieter Leendert Soutendijk en Hermina Josina Stülen. Kingma werd in 1899 benoemd tot Ridder in de Orde van Oranje-Nassau. Hij overleed in juli 1935 op 75-jarige leeftijd te 's-Gravenhage.